# Tumba de Washington (Capitólio dos Estados Unidos)

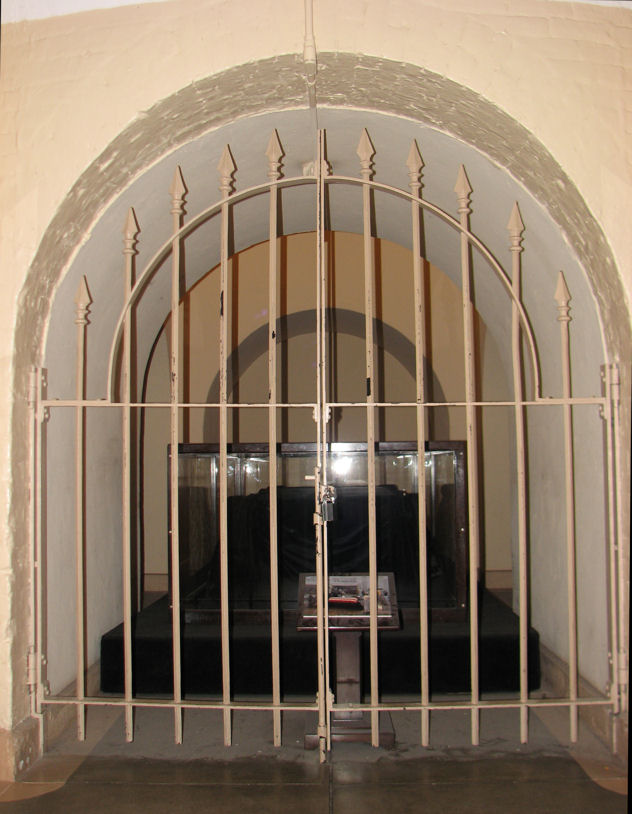
A tumba de Washington exibindo o catafalco de Lincoln, 2007

A Tumba de Washington é uma câmara funerária vazia dois andares diretamente abaixo da Rotunda do edifício do Capitólio dos Estados Unidos em Washington, DC. Foi incluída no projeto original do edifício por William Thornton e pretendia sepultar o corpo de George Washington, o primeiro Presidente dos Estados Unidos. O projeto original da rotunda e da cripta abaixo dela, incluía um piso de vidro central permitindo ao público ver o Túmulo de Washington dois andares abaixo, mas isso nunca foi implementado.
Quando o general/presidente Washington morreu em 14 de dezembro de 1799, o Capitólio ainda estava em construção e quase concluindo sua ala norte para a câmara do Senado apenas em sua primeira fase. O governo federal ainda estava localizado mais ao norte, na Filadélfia, Pensilvânia, e não se mudaria até novembro de 1800 e março de 1801, para a abertura do novo mandato do Congresso e posse presidencial. Ambas as casas do Congresso aprovaram mais tarde uma resolução solicitando que o reverenciado Washington fosse sepultado conforme planejado originalmente pelos arquitetos do Capitólio após sua eventual conclusão e dedicação da construção. Sua esposa, Martha Washington (1731-1802), concordou com o plano, apesar da presença no último testamento de seu marido, de uma disposição que ele escreveu de que ele deveria ser enterrado em Mount Vernon. No entanto, a resolução original do Congresso nunca foi executada devido a disputas sobre o projeto específico e o custo do túmulo subterrâneo e o corpo foi colocado em um túmulo temporário em sua amada casa de longa data em Mount Vernon, perto da casa da propriedade, com vista para o rio Potomac na Virgínia (sudeste de Washington, D.C.). O Congresso tentou novamente resolver essas questões mais tarde em 1800 (quando o Congresso e o Presidente se mudaram da Filadélfia para a nova cidade de Washington), depois em 1816, 1824 e 1829, quando o então Arquiteto do Capitólio finalmente preparou os planos para o túmulo em antecipação às próximas observâncias do centenário do nascimento de Washington em 1832.
O Congresso renovou seu apelo para transferir o corpo para o Capitólio em 1830, após uma tentativa de roubar a cabeça de Washington, na qual o túmulo temporário original de Mount Vernon foi vandalizado e vários corpos de parentes de Washington profanados em 1830. O então proprietário da propriedade, seu descendente John Washington, decidiu construir um novo túmulo mais seguro no local.
Anteriormente, o histórico catafalco de Lincoln foi usado pela primeira vez em abril de 1865, para o 16º Presidente dos Estados Unidos, Abraham Lincoln (1809-1865, serviu de 1861-1865). Também para funerais de Estado cerimoniais significativos no Capitólio e na Casa Branca nos 159 anos desde então. Anteriormente, ele era armazenado e exibido no proposto Túmulo de Washington abaixo da Rotunda central. Mais tarde, foi movido e é mantido, atualmente, em uma área de exibição especialmente construída no novo Exhibition Hall recentemente construído do subterrâneo Centro de Visitantes do Capitólio quando foi inaugurado em dezembro de 2008, abaixo do terreno da Frente Leste do Capitólio.